# 贾纳克普尔罗阿德站
贾纳克普尔罗阿德站（英語：Janakpur Road railway station）是印度比哈尔邦錫塔馬里縣贾纳克普尔罗阿德境內的一个小火车站。车站代码为JNR。车站由2个站台组成。它是印度铁路中东部铁路区萨马斯蒂普尔铁路分区下屬的一個B类火车站。
賈納克布爾鐵路站通过铁路网络与印度大部分主要城市如巴特那、德里、孟买、加尔各答、古瓦哈提、勒克瑙和其他城市相连。

## 列车服务
- 新贾尔派古里-锡塔马里每周特快（英语：New Jalpaiguri–Sitamarhi Weekly Express）
- 加尔各答-锡塔马里特快（英语：Kolkata–Sitamarhi Express）
- 米提兰查尔特快（英语：Mithilanchal Express）
- 拉克绍尔-洛马尼亚蒂拉克总站工作特快（英语：Raxaul–Lokmanya Tilak Terminus Karmabhoomi Express）
- 豪拉-拉克绍尔特快（英语：Howrah–Raxaul Express）
- 离车毗特快（英语：Lichchavi Express）
- 萨德巴夫纳特快 (经锡塔马里)（英语：Sadbhavna Express (via Sitamarhi)）
- 萨德巴夫纳特快 (经法扎巴德)（英语：Sadbhavna Express (via Faizabad)）
- 卡马加亚-施利玛塔维施罗德维卡特拉特快（英语：Kamakhya–Shri Mata Vaishno Devi Katra Express）
- 瑟马斯蒂布尔-穆扎夫法尔普尔柴油动车组
- 瑟马斯蒂布尔-拉克绍尔柴油动车组
- 达尔邦格阿-拉克绍尔柴油动车组
- 拉克绍尔-锡塔马里柴油动车组
- 达尔邦格阿-穆扎夫法尔普尔柴油动车组